# Cupa României 1968/69
Der Cupa României in der Saison 1968/69 war das 31. Turnier um den rumänischen Fußballpokal. Sieger wurde Steaua Bukarest, das sich im Finale am 22. Juni 1969 gegen Titelverteidiger Dinamo Bukarest durchsetzen konnte. Dadurch qualifizierte sich Steaua für den Europapokal der Pokalsieger.

## Modus
Die Klubs der Divizia A stiegen erst in der Runde der letzten 32 Mannschaften ein und mussten zunächst auswärts antreten. Im Achtel- und Viertelfinale fanden alle Spiele auf neutralem Platz statt. Es wurde jeweils nur eine Partie ausgetragen. Stand diese nach 90 Minuten unentschieden, folgte eine Verlängerung von 30 Minuten. Falls danach noch immer keine Entscheidung gefallen war, kam die klassentiefere Mannschaft weiter. Spielten beide in der gleichen Liga, fand am ein Wiederholungsspiel statt. Im Sechzehntelfinale kam im Falle eines Unentschiedens nach Verlängerung die auswärts spielende Mannschaft eine Runde weiter. Die beiden Halbfinals wurde mit Hin- und Rückspiel ausgetragen.

## Sechzehntelfinale
| Datum        |                        | Ergebnis             |                       |
| ------------ | ---------------------- | -------------------- | --------------------- |
| 4. März 1969 | Oțelul Galați          | 0:1 (0:1)            | Progresul Bukarest    |
| 5. März 1969 | Minerul Anina          | 3:1 (1:0)            | Politehnica Iași      |
|              | Minerul Baia Mare      | 1:2 n. V. (1:1, 1:0) | Universitatea Cluj    |
|              | Steagul Roșu Brașov    | 2:1 n. V. (1:1, 0:0) | Petrolul Ploiești     |
|              | Metalul Bukarest       | 2:1 (1:0)            | Dinamo Bacău          |
|              | Arieșul Câmpia Turzii  | 2:4 (0:3)            | Steaua Bukarest       |
|              | Politehnica Galați     | 2:1 n. V. (1:1, 0:0) | Vagonul Arad          |
|              | Dunărea Giurgiu        | 2:2 n. V. (2:2, 0:2) | Rapid Bukarest        |
|              | Metalul Hunedoara      | 1:2 n. V. (1:1, 1:0) | Crișul Oradea         |
|              | Soda Ocna Mureș        | 0:2 (0:0)            | UTA Arad              |
|              | Ceahlăul Piatra Neamț  | 0:4 (0:3)            | Dinamo Bukarest       |
|              | CSM Reșița             | 0:2 (0:2)            | FC Argeș Pitești      |
|              | Chimia Râmnicu Vâlcea  | 1:3 (0:1)            | Farul Constanța       |
|              | Muncitorul Schela Mare | 0:1 (0:1)            | Jiul Petroșani        |
|              | Chimia Suceava         | 4:3 n. V. (2:2, 1:1) | Universitatea Craiova |
|              | Chimica Târnăveni      | 2:3 n. V. (2:2, 0:1) | AS Armata Târgu Mureș |

## Achtelfinale
| Datum         |                    | Ergebnis             |                       | Ort            |
| ------------- | ------------------ | -------------------- | --------------------- | -------------- |
| 12. März 1969 | UTA Arad           | 5:1 n. V. (1:1, 0:0) | Metalul Bukarest      | Brașov         |
|               | Chimia Suceava     | 0:0 n. V.            | AS Armata Târgu Mureș | Bukarest       |
|               | Farul Constanța    | 3:1 (1:1)            | Crișul Oradea         | Cluj           |
|               | Steaua Bukarest    | 2:1 (2:1)            | Minerul Anina         | Craiova        |
|               | Progresul Bukarest | 1:0 (1:0)            | Politehnica Galați    | Ploiești       |
|               | Rapid Bukarest     | 2:0 (1:0)            | Jiul Petroșani        | Râmnicu Vâlcea |
|               | Universitatea Cluj | 3:0 (1:0)            | Steagul Roșu Brașov   | Sibiu          |
|               | Dinamo Bukarest    | 1:0 (1:0)            | FC Argeș Pitești      | Târgoviște     |

## Viertelfinale
| Datum        |                 | Ergebnis             |                    | Ort      |
| ------------ | --------------- | -------------------- | ------------------ | -------- |
| 21. Mai 1969 | Dinamo Bukarest | 3:0 (0:0)            | UTA Arad           | Brașov   |
|              | Farul Constanța | 3:0 (1:0)            | Progresul Bukarest | Brăila   |
|              | Steaua Bukarest | 3:1 n. V. (0:0, 1:1) | Rapid Bukarest     | Bukarest |
|              | Chimia Suceava  | 2:1 (0:0)            | Universitatea Cluj | Sibiu    |

## Halbfinale
Die Hinspiele wurden am 28. Mai 1969, die Rückspiele am 4. Juni 1969 ausgetragen.
|                 | Gesamt |                 | Hinspiel  | Rückspiel |
| --------------- | ------ | --------------- | --------- | --------- |
| Dinamo Bukarest | 8:2    | Chimia Suceava  | 5:1 (3:1) | 3:1 (1:0) |
| Farul Constanța | 5:7    | Steaua Bukarest | 3:2 (3:1) | 2:5 (2:2) |

## Finale
| Paarung         | Steaua Bukarest – Dinamo Bukarest |
| Ergebnis        | 2:1 (1:0) |
| Datum           | 22. Juni 1969 |
| Stadion         | Stadionul 23 August, Bukarest |
| Zuschauer       | 45.000 |
| Schiedsrichter  | Aurel Bentu (Bukarest) |
| Tore            | 1:0 Florea Voinea (43.) 1:1 Florea Dumitrache (50.) 2:1 Florea Voinea (75.) |
| Steaua Bukarest | Vasile Suciu, Lajos Sătmăreanu, Dumitru Niculae, Bujor Hălmăgeanu, Iosif Vigu, Dumitru Dumitriu, Vasile Negrea, Nicolae Pantea (88. Vasile Șoo), Florea Voinea, Gheorghe Tătaru, Carol Creiniceanu Cheftrainer: Ștefan Kovács                 |
| Dinamo Bukarest | Narcis Coman (46. Ilie Datcu), Cornel Popa, Alexandru Boc, Cornel Dinu, Constantin Ștefan, László Gergely, Mircea Stoenescu, Radu Nunweiller, Ion Pârcălab (50. Viorel Sălceanu), Florea Dumitrache, Mircea Lucescu Cheftrainer: Bazil Marian |